# Pinacoteca de Brera
La Pinacoteca di Brera és una col·lecció d'art situada a Milà, al nord d'Itàlia. Conté una de les col·leccions més destacades de pintura italiana, situada a l'Acadèmia de Belles Arts de Brera ("Accademia di Belle Arti di Brera" o Accademia di Brera), que comparteixen situació al Palazzo Brera i també, del desember 2024, a Palau Citterio per la col·lecció del Nou-cents.

## Història
El Palazzo Brera deu el seu nom a l'alemany Braida, terme del baix llatí que equival agarrotxa, i designa terrenys coberts de mala herba: pot comparar-se amb el Bra de Verona.
Hi va haver una casa pertanyent a la confraria dels "Umiliati" (donació de 1034). El 1569 va ser dissolta la confraria i els seus béns van passar a l'arquebisbe milanès i després als jesuïtes el 1572. Va patir una reestructuració radical per Francesco Maria Ricchini (1627-1628). Quan els jesuïtes van ser expulsats de Piemont el 1772, el palau va romandre com a seu de l'Observatori astronòmic de Milà i de la biblioteca fundada pels jesuïtes. El 1774 se li va afegir l'herbariumdel nou jardí botànic. Els edificis es van ampliar segons un disseny de Giuseppe Piermarini, que va ser nomenat professor de l'acadèmia quan aquesta va ser fundada formalment el 1776, amb Giuseppe Parini com a degà. Piermarini va ensenyar a l'acadèmia durant 20 anys, mentre controlava els projectes urbanístics de la ciutat, com els jardins públics (1787-1788) i la plaça Fontana, (1780-1782).
Per a ensenyar millor l'arquitectura, l'escultura i altres arts, l'Acadèmia iniciada per Parini va ser proveïda d'una col·lecció de motlles de peces antigues, essencial per inculcar un refinat neoclassicisme en els estudiants.
Sota la gestió dels successors de Parini, l'abat Carlo Bianconi (1778-1802) i el genial artista erudit Giuseppe Bossi (1802-1807), l'Acadèmia va adquirir les seves primeres pintures per a la pinacoteca durant la redistribució d'obres d'art italianes que va caracteritzar l'era napoleònica. Bossi desitjava formar una col·lecció a imatge i semblança de la Galeria dels Uffizi de Florència. Milà es va convertir en capital del nou regne d'Itàlia instaurat per Napoleó, i allà es van recollir, per a la conservació, quadres de diversos orígens, la major part procedents de convents desafectats. Desposoris de la Verge de Rafael Sanzio va ser una pintura clau en la primera col·lecció. L'Acadèmia va ampliar la seva perspectiva cultural associant-se a artistes del Primer Imperi Francès: Jacques-Louis David, Pietro Benvenuti, Vincenzo Camuccini, Antonio Canova, Bertel Thorvaldsen i l'arqueòleg Ennio Quirino Visconti.
El 1805, sota la direcció de Bossi, es va iniciar una sèrie d'exposicions anuals amb un sistema de premis, contrapunt als Salons de París, que van servir per identificar Milà com la capital cultural de la pintura contemporània a Itàlia al llarg del segle xix. El comitè artístic de l'Acadèmia, la Commissione di Ornato va exercir una influència controladora en els monuments públics, sent una precursora de l'actual Sopraintendenze delle Belle Arti. La Pinacoteca va ser inaugurada oficialment el 15 d'agost de 1809, oferint a les seves sales obres representatives de les escoles italianes a partir de la baixa edat mitjana.
En les dècades següents, la Pinacoteca de Brera es va anar enriquint. El Romanticisme va veure el triomf dels quadres d'història acadèmics, guiats a l'Acadèmia per Francesco Hayez, i la introducció del paisatge com un gènere acadèmic acceptable, inspirat per Massimo D'Azeglio i Giuseppe Bisi, mentre que l'Acadèmia evolucionava per esdevenir una institució per a l'ensenyament de la història de l'art. Les supressions de convents a 1811-1812 van aportar nous ingressos; també hi va haver donacions privades, com la de la col·lecció Oggioni, el 1855.
El 1882, la Galeria de pintures es va separar de l'Acadèmia. Des de 1891 les exposicions es van reduir a esdeveniments triennals, i projectes arquitectònics es van desenvolupar amb independència. Amb la separació, es van treure de l'exposició les peces que només tenien interès didàctic. Durant la Primera Guerra Mundial, es va traslladar la col·lecció a Roma per a protegir-la. Es va constituir l'Associació d'amics de Brera i dels museus milanesos, per aconseguir suport corporatiu que complementés les contínues donacions.
Durant el període d'avantguarda, quan el modernisme s'estava establint, el director de l'Acadèmia, Camillo Boito va tenir com a alumne a Luca Beltrami, i Cesare Tallone va ensenyar a Carlo Carrà i Achille Funi.
Les col·leccions van ser novament evacuades amb motiu de la Segona Guerra Mundial. El palau va ser aconseguit pels bombardejos el 1943. Els danys irreparables en molts llocs del palau van forçar a la seva reconstrucció, que es va fer amb modificacions per presentar millor les pintures.
L'Observatori de Brera va allotjar a l'astrònom Giovanni Schiaparelli durant quatre dècades.

## La col·lecció
- Anònim llombard (Maestro della Pala Sforzesca)
  - Pala Sforzesca (1494)
- Giambattista Pittoni
  - Annibale giura odio contro i Romani
  - Bacco e Arianna
- Giovanni Bellini
  - Pietà
  - due Madonne con Bambino
- Gentile Bellini i Giovanni Bellini
  - Predica di San Marco
- Bramante
  - Cristo alla colonna
  - Affreschi con Uomini d'arme dalla casa di Gaspare Visconti
- Bramantino
  - Crocifissione
- Caravaggio
  - Cena in Emmaus (1606)
- Correggio
- Adorazione dei Magi
- Pietro da Cortona
  -  Madonna e santi
- Daniele Crespi
  -  Ultima Cena
- Giovanni Battista Crespi
  -  Madonna del Rosario e santi
  -  San Francesco in estasi
  -  San Giorgio
- Carlo Crivelli
  - Madonna della candeletta
  - Trittico di Camerino
  - Incoronazione della Vergine
- Gentile da Fabriano
  - Polittico di Valle Romita
- Gaudenzio Ferrari
  - Storie della Vergine
- Vincenzo Foppa
  - Polittico di Bergamo
- Francesco Hayez
  - El petó
- Giovanni Paolo Lomazzo
  - Crocifissione
  - Autoritratto
- Bernardino Luini
  - Madonna del Roseto
  - Affreschi da S. Maria della Pace
  - Affreschi dalle case dei Rabia
- Andrea Mantegna
  - San Bernardino (1460 circa)
  - Cristo morto (1480 circa)
  - Madonna col Bambino e un coro di cherubini (1485 circa)
  - Retaule de Sant Lluc
  - Madonna con Bambino
- Marco Palmezzano
  - Madonna con il Bambino e Santi (1493)
- Simone Peterzano
  - Venere e un satiro
- Piero della Francesca
  - Madonna con il Bambino e Santi
- Giulio Cesare Procaccini
  - Santa Cecilia
  - San Carlo in adorazione del Cristo morto
  - il cosiddetto "quadro delle tre mani" con Cerano e Morazzone
- Guido Reni
  - I santi Pietro e Paolo
- Raffael
  - Lo sposalizio della Vergine (1504)
- Rembrandt
  - Ritratto femminile
- Pieter Paul Rubens
  - Ultima Cena (1632 circa)
- Luca Signorelli
  - Flagellazione
  - Madonna col Bambino
- Andrea Solario
  - Sacra Famiglia con San Simeone
- Tintoretto
  - Ritrovamento del corpo di San Marco
  - Pietà
- Tiziano
  - San Girolamo
  - Ritratto di Antonio da Porcia
- Veronés
  - Cristo nell'orto
  - Cena in casa di Simone
  - Pala di Sant'Antonio abate
- Giovanni Battista Tiepolo
  - Madonna e anime purganti
  - Le tentazioni di sant'Antonio

## Obres famoses a la Pinacoteca di Brera

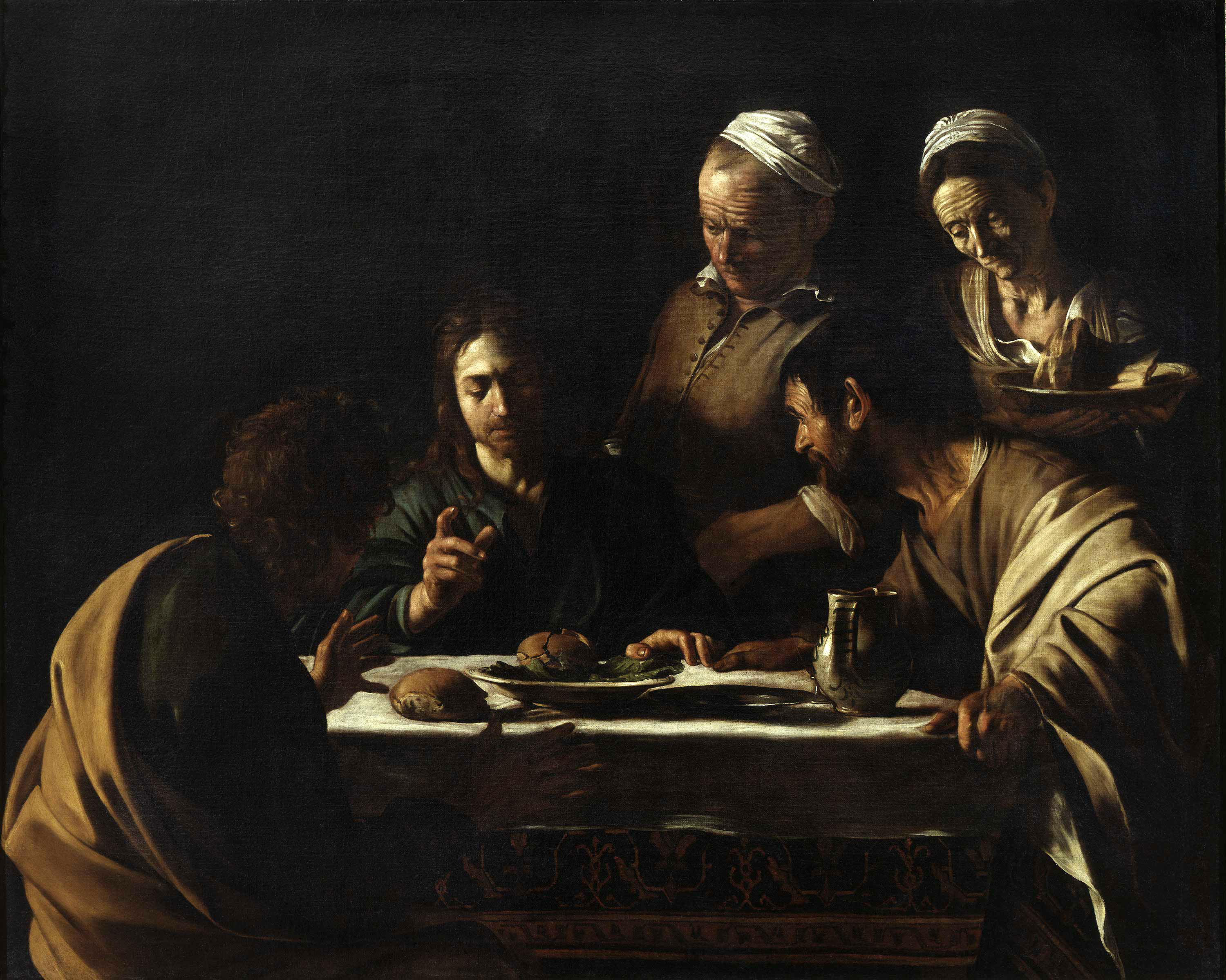
Sopar a Emaús (Caravaggio, Milà) de Caravaggio, 1606.
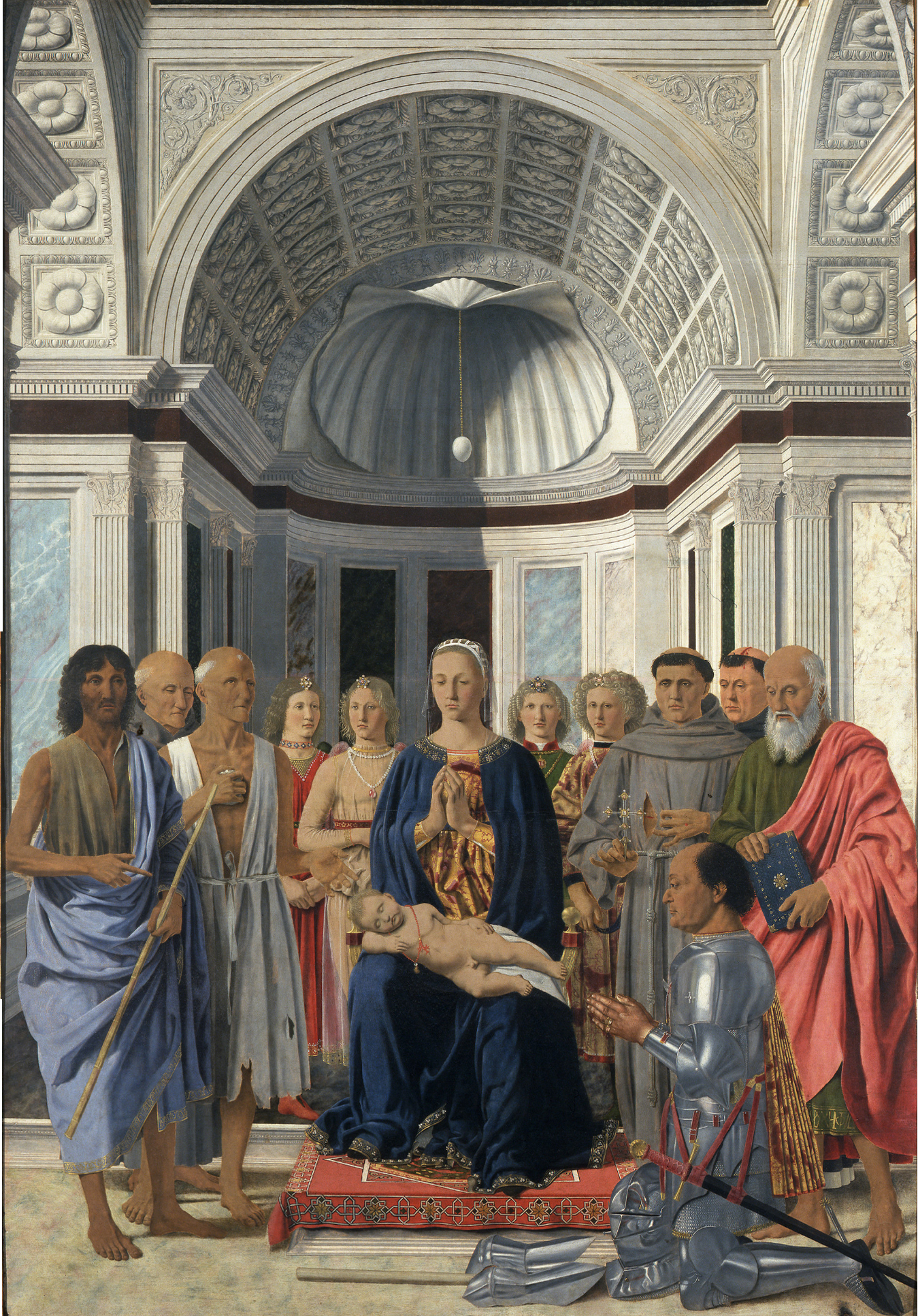
Madonna de Brera Piero della Francesca, c. 1472-1474.
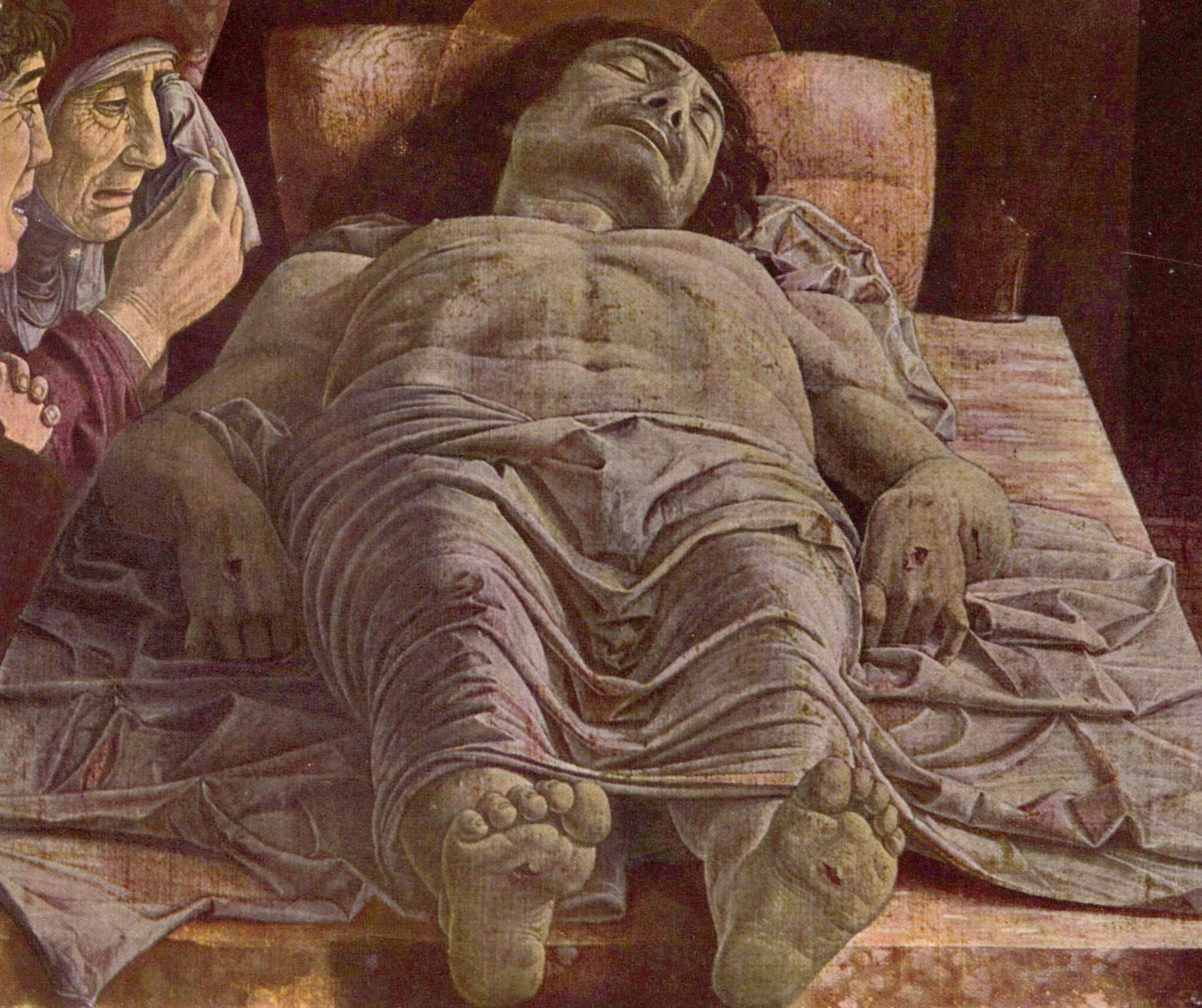
Lamentació sobre el Crist Mort d'Andrea Mantegna, c. 1490.
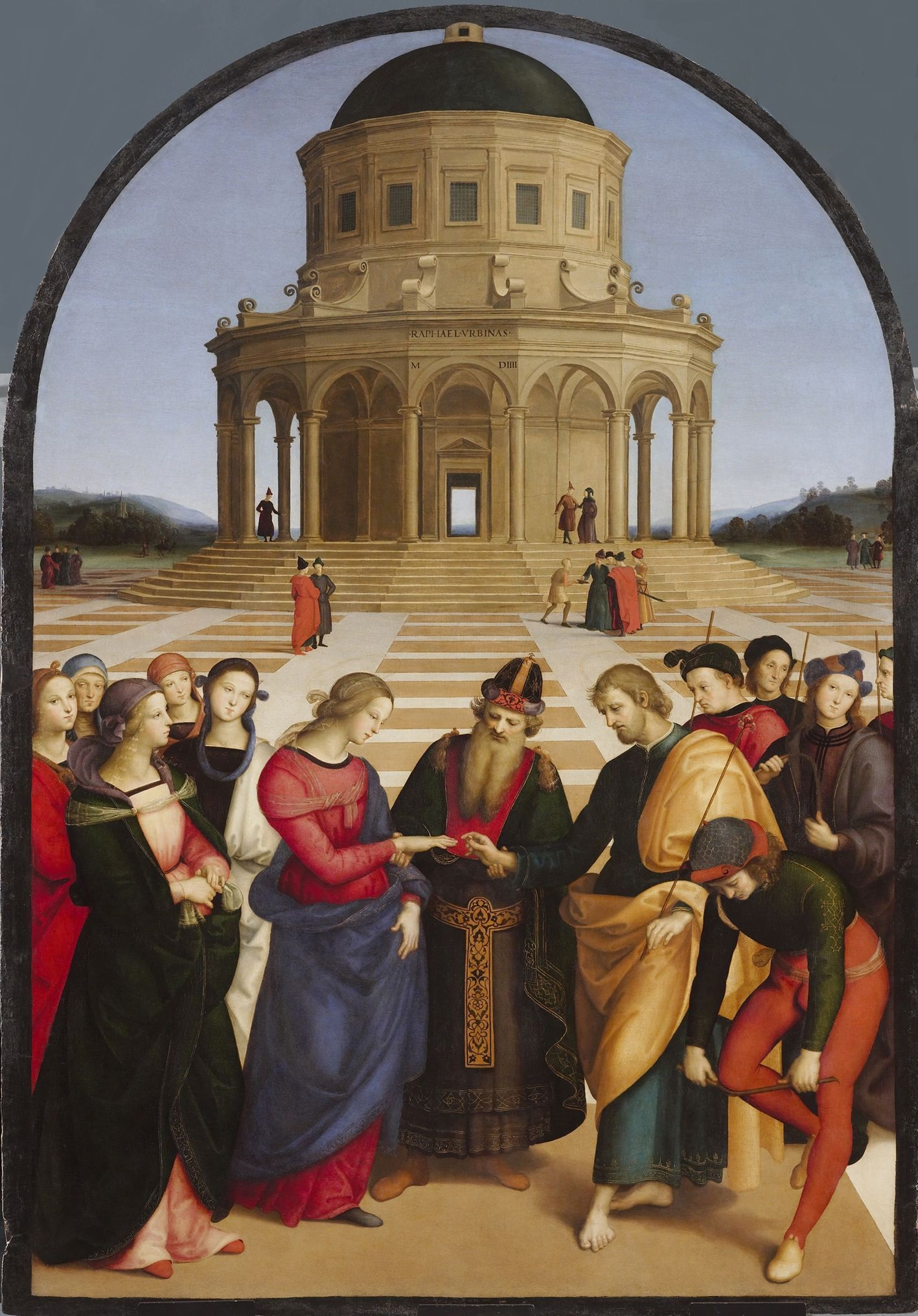
Esposalles de la Mare de Déu, de Raphael, 1504.
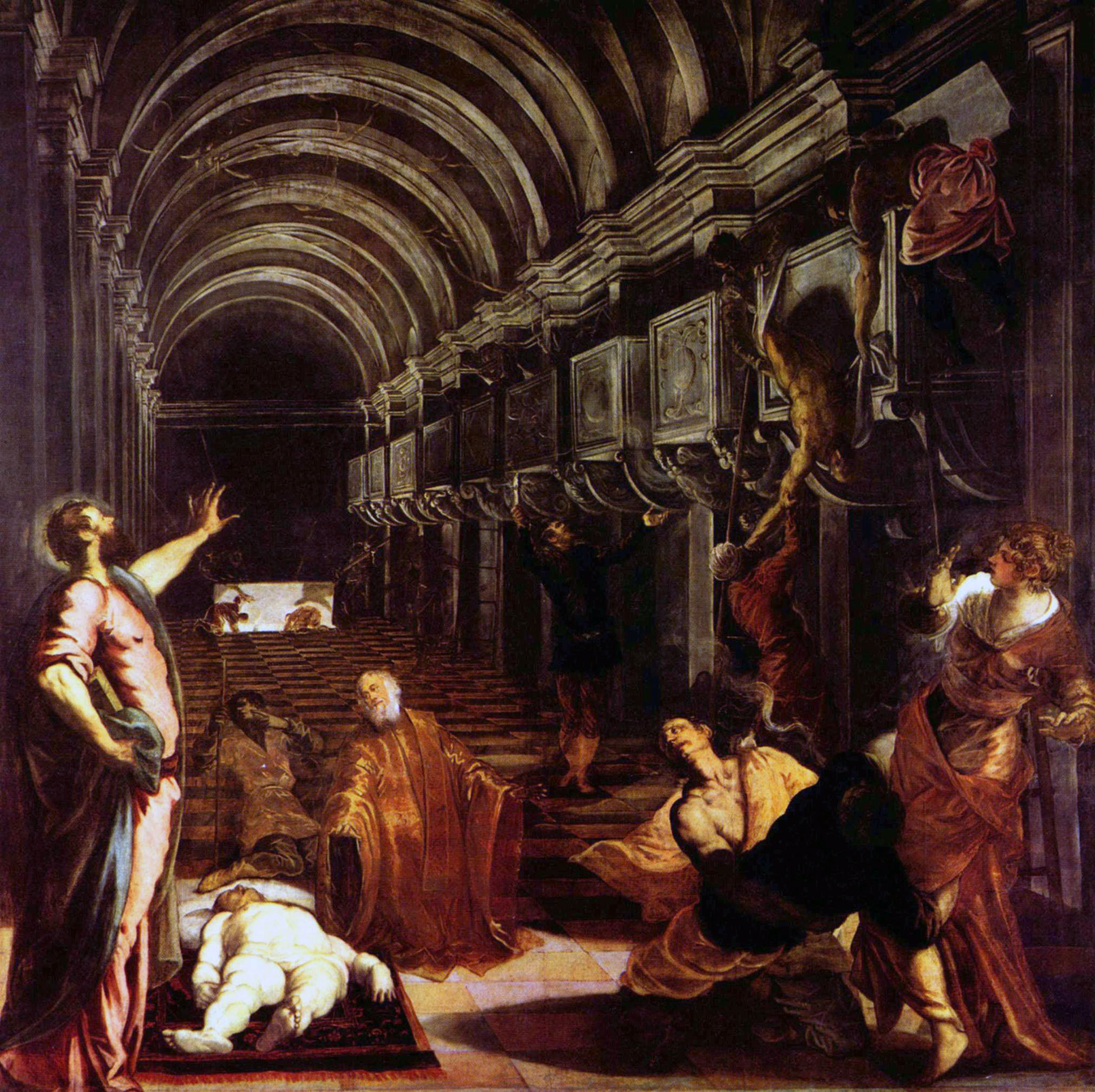
Troballa del cos de Sant Marc, de Tintoretto, 1548.
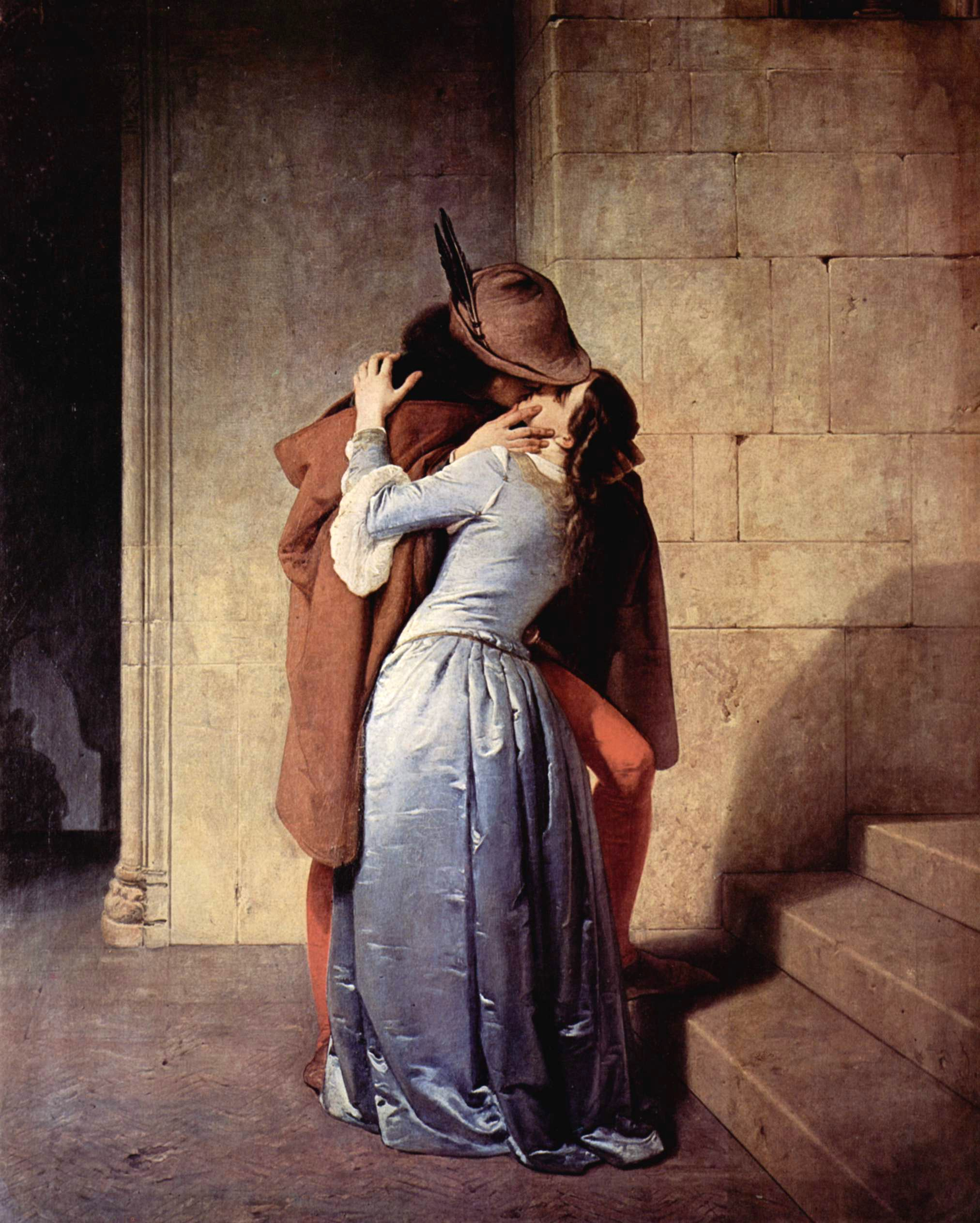
El petó, de Francesco Hayez, 1859.
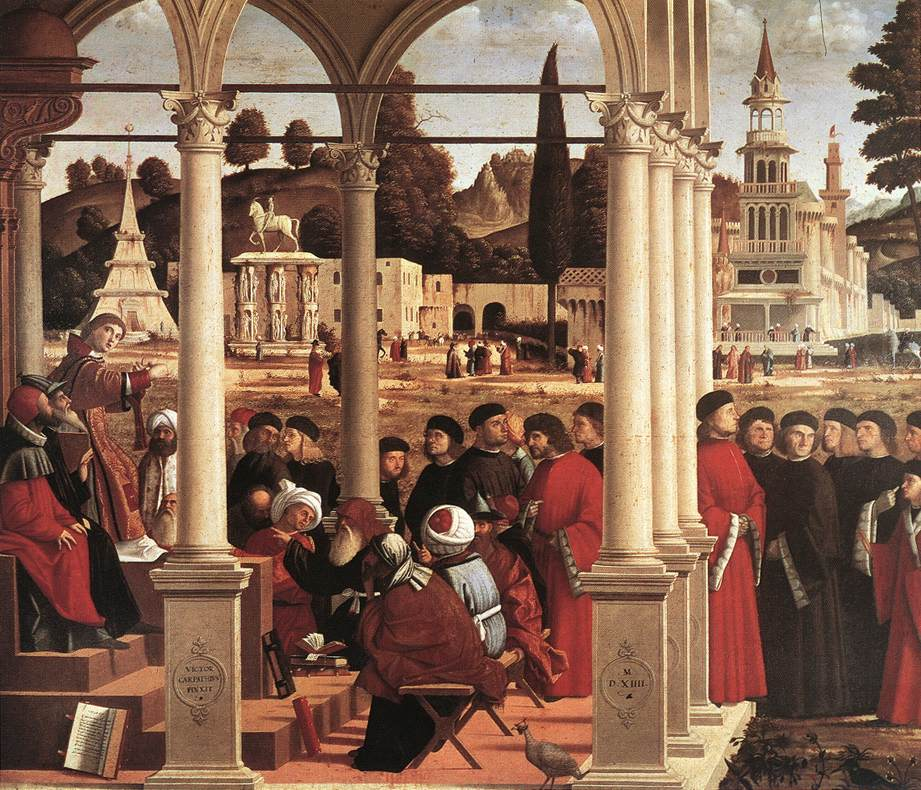
Disputa de Sant Esteve, de Carpaccio, 1514.
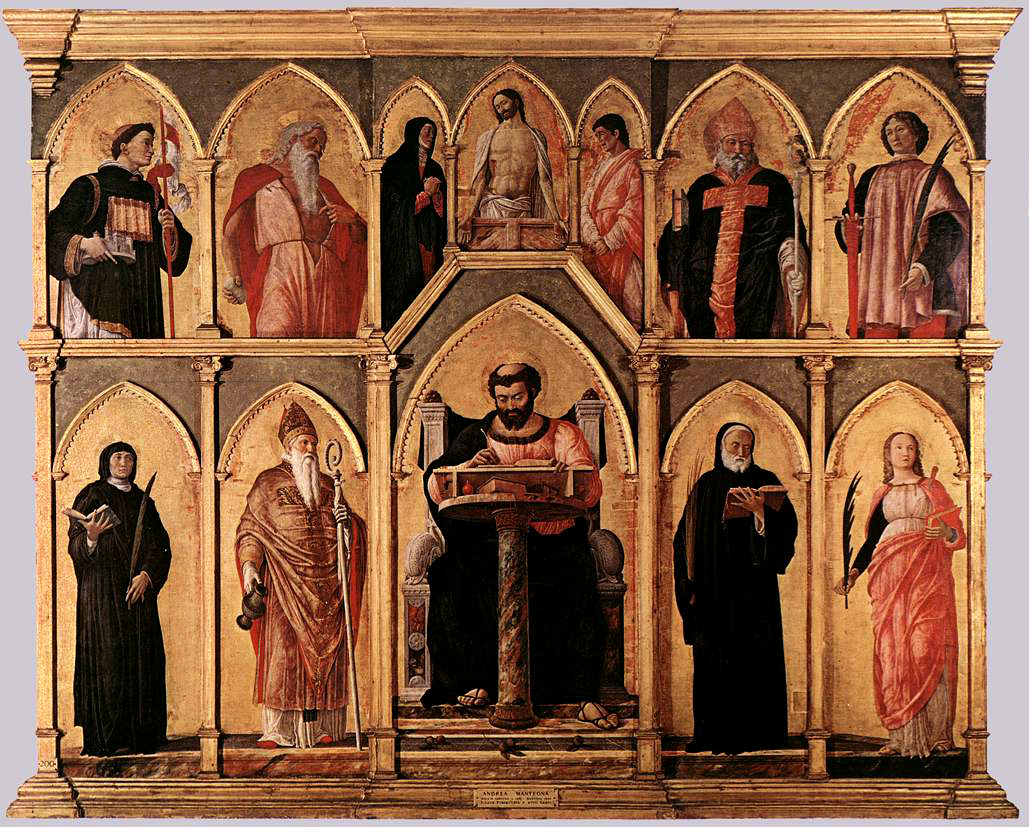
Retaule de Sant Lluc, d'Andrea Mantegna, 1453.
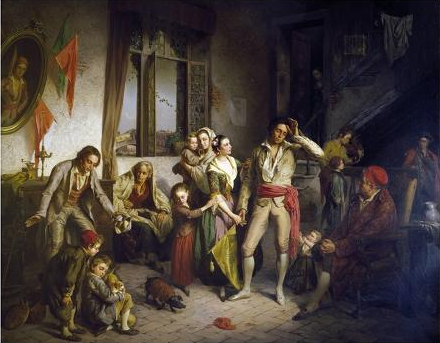
Sconfitto alla regata, de Antonio Rotta, 1858.
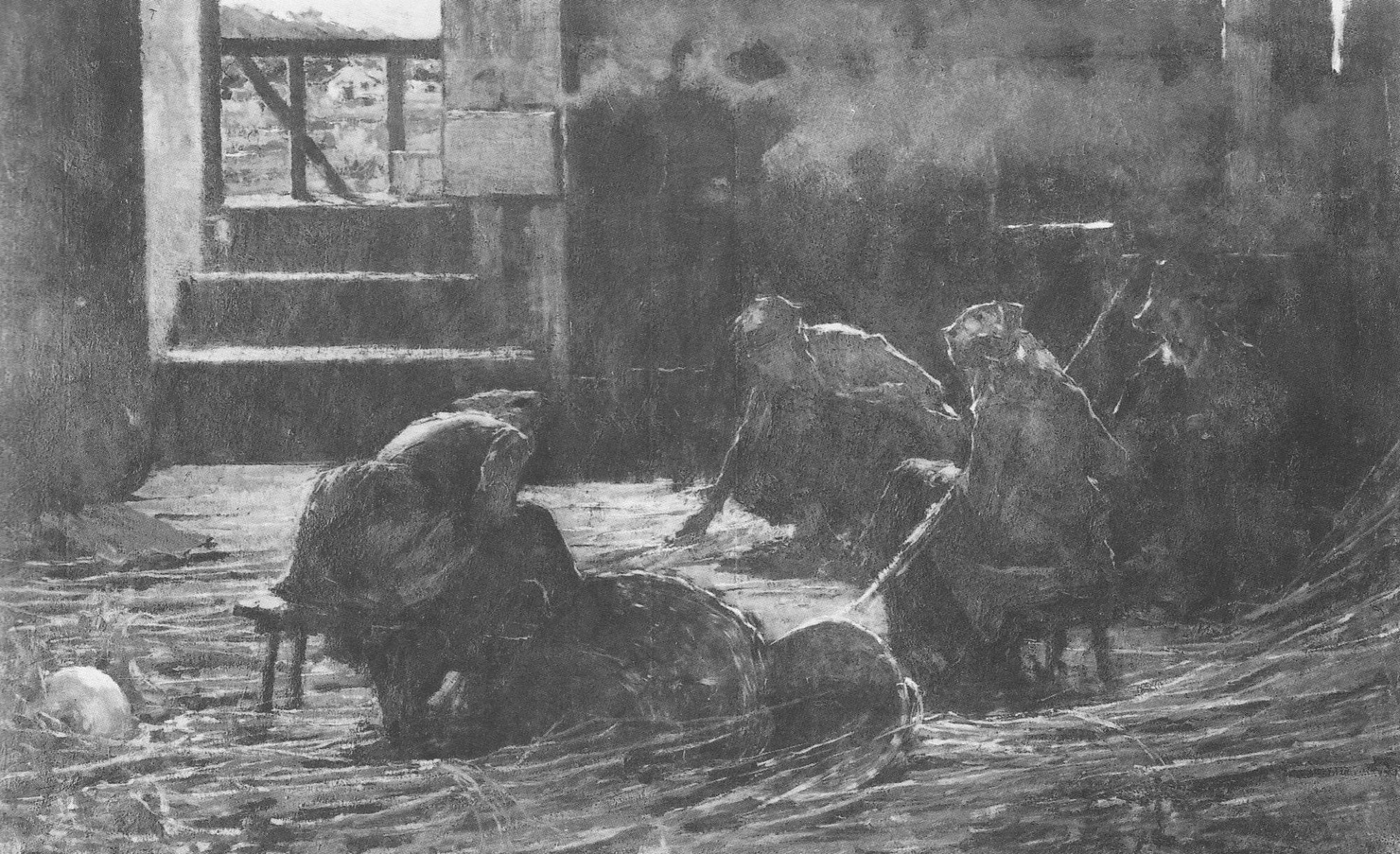
La stigliatura della canapa, de Francesco Filippini, 1887.
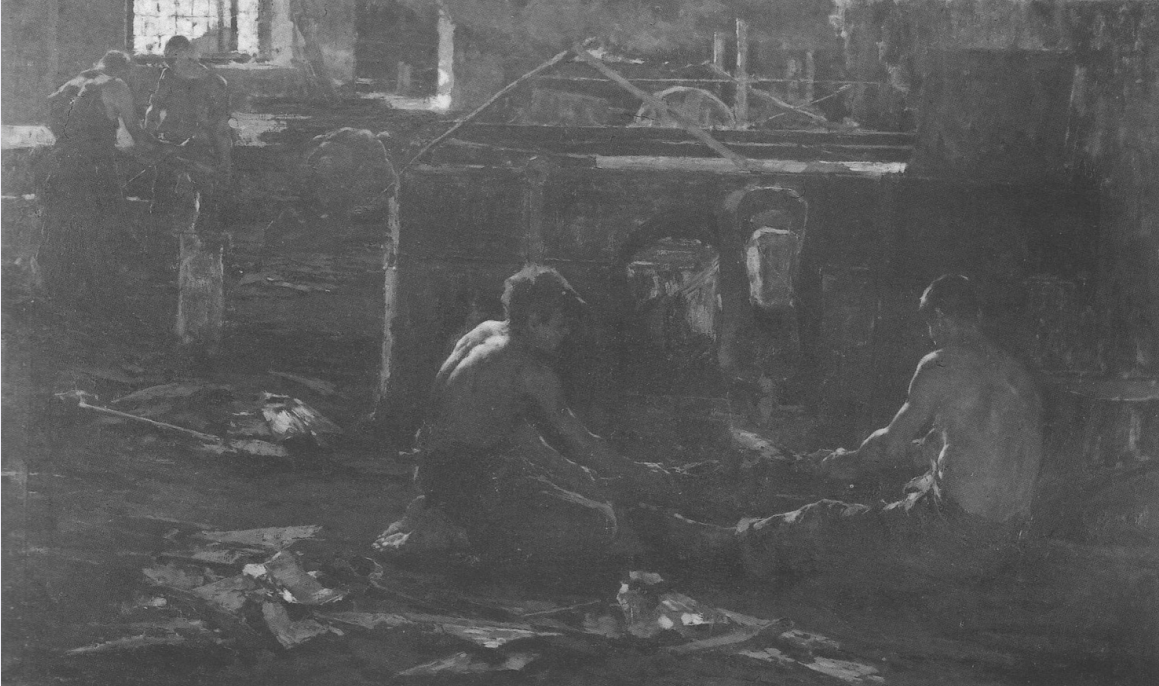
Il Maglio, de Francesco Filippini, 1889.